# Arun Agrawal
Arun Agrawal (Bihar, 20 de septiembre de 1962) es un politólogo y profesor indio.

## Biografía
Arun Agrawal nació en Forbesganj Bihar, India, donde creció en una familia de clase media. Finalmente se mudó a Patna para vivir con una tía, para poder asistir a una escuela mejor. Recibió su licenciatura en Historia de la Universidad de Delhi en 1983. Recibió un MBA en Administración del Desarrollo y Políticas Públicas del Instituto Indio de Gestión de Ahmedabad en 1985. Se mudó a los Estados Unidos y recibió su doctorado en ciencias políticas de la Universidad de Duke en 1992. Su doctorado implicó seguir a los pastores indios en el Himalaya para comprender mejor cómo esas comunidades administraban los recursos comunes.
Agrawal ha enseñado en la Universidad de Florida (1993-1996), la Universidad de Yale (1997-2002) y la Universidad McGill (2002-2003). Desde 2003 enseña en la Universidad de Míchigan en Ann Arbor, donde trabaja en temas de política ambiental, gobernanza y desarrollo sostenible. En 2022, Agrawal fue elegido copresidente de la Plataforma Intergubernamental Científico-normativa sobre Diversidad Biológica y Servicios de los Ecosistemas. La Evaluación del Cambio Transformador abordará "las causas subyacentes de la pérdida de biodiversidad, los determinantes del cambio transformador y las opciones para lograr la visión de la biodiversidad para 2050".
Agrawal es el coordinador de la red Internacional de Recursos e Instituciones Forestales y realiza investigaciones en África y el sur de Asia. Fue el editor en jefe de la revista académica World Development de 2013 a 2021. Obtuvo un beca Guggenheim en 2011 y fue elegido miembro de la Academia Nacional de Ciencias en 2018.